# Étienne Camuzet
Étienne Camuzet, né le 10 juin 1867 à Vosne-Romanée (Côte-d'Or) et décédé le 25 octobre 1946 à Vosne-Romanée, est un homme politique français.

## Biographie
Viticulteur, il est maire de Vosne-Romanée de 1900 à 1929, conseiller d'arrondissement de 1895 à 1907 et conseiller général du canton de Beaune-Nord de 1907 à 1940. Il est député de la Côte-d'Or de 1902 à 1932, inscrit au groupe Républicain socialiste. Il est membre des commissions des douanes, de celle des boissons et de celle de la législation fiscale, défendant les intérêts des viticulteurs. 

## Sources
- Ressources relatives à la vie publique :   - Maitron
  - Base Sycomore
- « Étienne Camuzet », dans le Dictionnaire des parlementaires français (1889-1940), sous la direction de Jean Jolly, PUF, 1960 [détail de l’édition]